# Harri Pritchard Jones
Harri Pritchard Jones (10. března 1933 – 10. března 2015) byl velšský spisovatel, kritik a psychiatr.

## Život
Narodil se do velšské rodiny (rodiče mluvili velšsky) v anglickém Dudley, ale vyrůstal na severovelšském ostrově Anglesey. Ve Walesu prožil většinu svého života. Studoval na dublinské Trinity College. Svůj první román Dychwelyd vydal v roce 1972. Později následovala řada dalších. Většina příběhů zachycených v jeho knihách se odehrává mimo Wales. Psal výlučně ve velšském jazyce. Byl Katolíkem. Zemřel roku 2015 v Penarthu. Jeho synem byl novinář Guto Harri.